# Rhodobacter megalophilus
Rhodobacter megalophilus ist ein Bakterium. Es zählt zu den Nichtschwefelpurpurbakterien. Das Bakterium wurde aus Boden im indischen Himalayagebirge in 3650 m Höhe isoliert. Entsprechend toleriert es relativ niedrige Temperaturen für das Wachstum. Es zählt zu den Nichtschwefelpurpur-Bakterien und kann Photosynthese mit Thiosulfat betreiben.

## Merkmale
Die Zellen sind ovoid geformt, 1,2–1,5 × 1,5–2,0 Mikrometer groß. Sie teilen sich durch binäre Spaltung und sind unbeweglich, Flagellen sind nicht vorhanden. Die Stämme zeigen positive Phototaxis. Es sind vesikuläre innere Membranstrukturen vorhanden.

## Stoffwechsel und Wachstum
Rhodobacter megalophilus kann Energie durch die Photosynthese und gleichzeitiger Verwendung von verschiedenen organischen Verbindungen gewinnen, hierbei erfolgt also ein photoorganoheterotrophes Wachstum. Als organische Stoffe können u. a. Malat, Fumarat und Acetat genutzt werden. Photolithoautotrophes Wachstum, also ohne die Verwendung von organischen Verbindungen, erfolgt in Gegenwart von Thiosulfat als Elektronendonor (Elektronenspender) und Natriumhydrogencarbonat (NaHCO3) als Kohlenstoffquelle. Des Weiteren kann, wenn Sauerstoff vorhanden ist, chemoheterotrophes Wachstum erfolgen.
Die Absorptionsmaxima bei der Photosynthese liegen bei 374, 407, 446, 476, 509, 590, 800 und 854 Nanometer, was auf das Vorhandensein von Bakteriochlorophyll a zurückzuführen ist. Das Absorptionsspektrum zeigt Maxima bei 455 und 488 nm, was auf das Vorhandensein von Carotinoiden hinweist.
Als Stickstoffquelle können Ammoniumchlorid und Glutamat genutzt werden. Auch Nitrat und molekularer Stickstoff können genutzt werden. Thiamin ist für das Wachstum erforderlich.
Rhodobacter megalophilus wächst in einem relativ breiten Temperaturbereich von 5–40 °C. Optimales Wachstum erfolgt bei 30–35 °C.

## Systematik
Rhodobacter megalophilus wurde 2008 beschrieben. Die Gattung Rhodobacter zählt zu der Familie Rhodobacteraceae innerhalb der Alphaproteobacteria.

## Namensherkunft
Der Gattungsname Rhodobacter weist auf die Farbe der Kolonien hin, „rhodo“ bedeutet so viel wie „rot“.
Der Artname R. megalophilus bezieht sich auf das breite Spektrum der tolerierten Temperatur der Art (megas, griechisch; weit, philos; liebend).